# Étiennette de Milly (dame du Gibelet)
Pour l’article homonyme, voir Étiennette de Milly (homonymie).
Étiennette de Milly était fille d'Henri le Buffle, seigneur d'Arabia Petra, et d'Agnès Grenier.
Elle épousa d'abord Guillaume Dorel, seigneur de Boutron, avec qui elle a probablement un enfant :
- Lucie Dorel (également prénommée Cécilia), qui épouse Plivain de Pise, un riche marchand, et qui hérite de la seigneurie de Boutron.

Veuve, elle se remaria vers 1179 avec Hugues III Embriaco, seigneur du Gibelet. Hugues mourut en 1196. En 1197, elle assiégea Gibelet, qui avait été prise par les Musulmans, et soudoya un garde pour qu'il ouvre les portes de la ville. Elle semble être décédée peu après. Étiennette et Hugues avaient eu :
- Guy Ier, seigneur de Gibelet ;
- Hugues ;
- Plaisance, mariée à Bohémond IV d'Antioche ;
- Pavie, mariée à Garnier l'Aleman.